# 크리스틴 에버솔
크리스틴 에버솔(Christine Ebersole, 1953년 2월 21일 ~ )은 미국의 배우이다.

## 출연 작품
- 아들은 해결사